# Astronomische Station „Samuel Heinrich Schwabe“

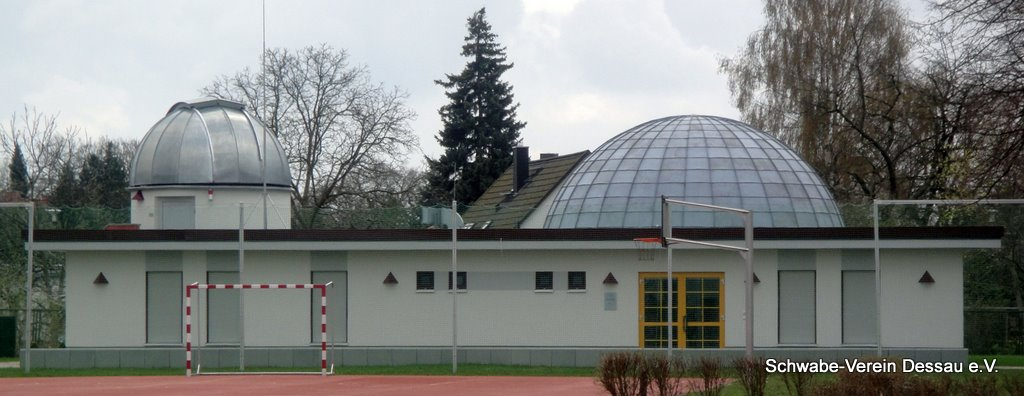
Astronomische Station „Samuel Heinrich Schwabe“

Die Astronomische Station „Samuel Heinrich Schwabe“ befindet sich auf dem Gelände des Gymnasiums „Walter Gropius“ – Europaschule in Dessau-Roßlau und besteht aus einem Planetarium und einer Beobachtungskuppel.

## Geschichte

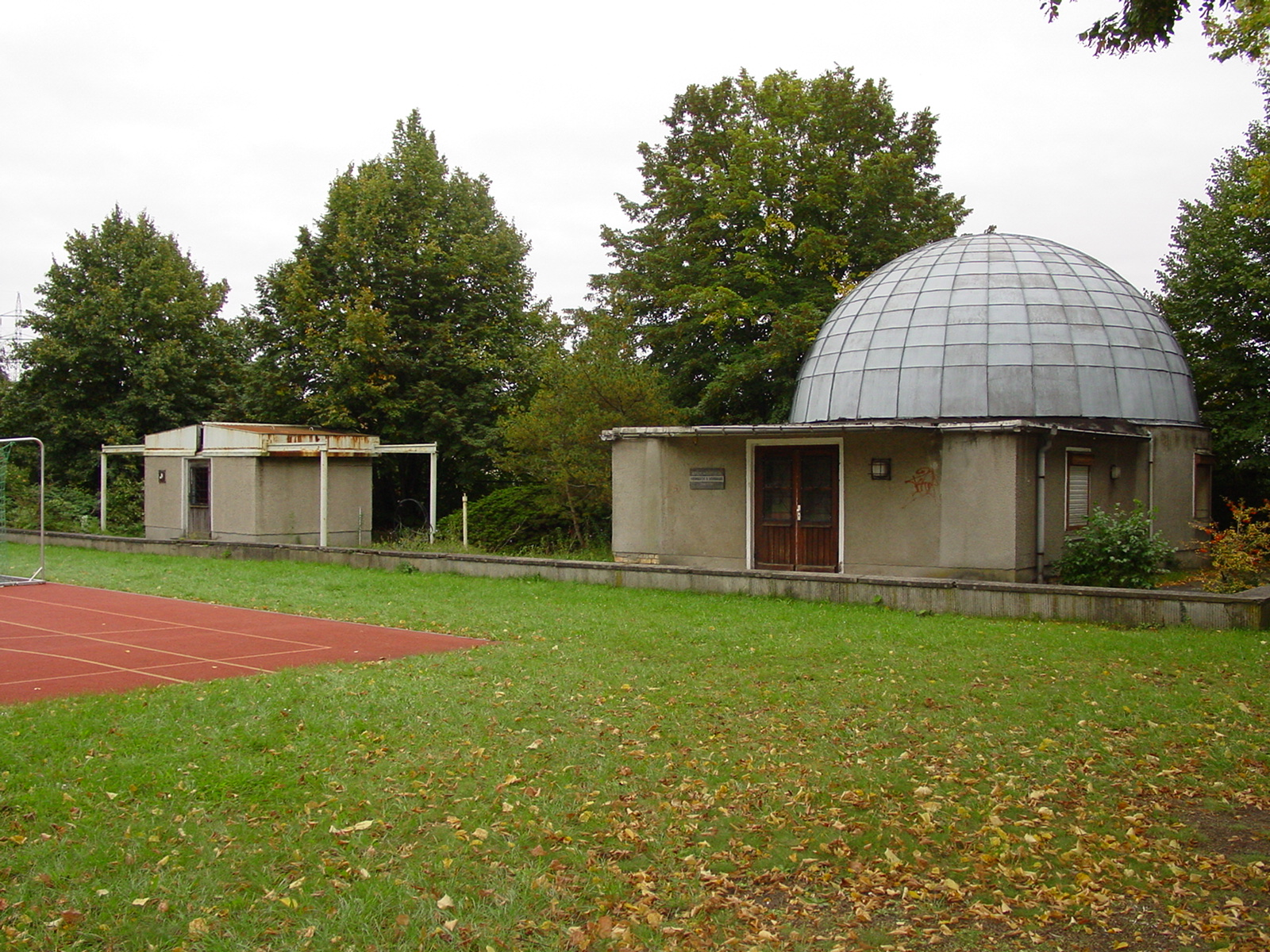
Ansicht 2007, vor der Erweiterung

Nach dem Start des ersten künstlichen Erdsatelliten Sputnik im Jahre 1957 und der beginnenden bemannten Raumfahrt stieg das Interesse an astronomischen Sachverhalten in breiten Bevölkerungsschichten sprunghaft an. In der damaligen DDR wurde daraufhin schon 1959 das Unterrichtsfach Astronomie eingeführt.
Im Herbst 1967 wurde die astronomische Station als zweite im damaligen Bezirk Halle auf dem Gelände des heutigen Gymnasiums „Walter Gropius“ eingeweiht. Zunächst entstand das Planetariumsgebäude mit dem typischen Kuppelbau für das Projektionsgerät vom Typ ZKP 1 (Zeiss-Kleinplanetarium 1). Als Vorlage für das Haus diente das Planetarium der Astronomischen Station Johannes Kepler, der Entwurf stammt von E. Bauer aus Halle (Saale). Einige Wochen später wurde die kleine Beobachtungsstation eröffnet.
Benannt wurde die Station nach dem Dessauer Astronomen, Apotheker und Botaniker Samuel Heinrich Schwabe (1789–1875). Internationale Anerkennung genießt Schwabe aus astronomischer Sicht vor allem durch die Entdeckung der 11-jährigen Sonnenfleckenperiodizität, aber auch weitere Entdeckungen und Hypothesen gehen auf sein Wirken zurück.
Seit der Eröffnung war die Wahrung, Aufarbeitung und Verbreitung des Erbes von Samuel Heinrich Schwabe ein wichtiges Element der Arbeit in der astronomischen Station und es konnten jährlich 8000 bis 10.000 Besucher zu Vorträgen und Beobachtungsabenden begrüßt werden.
Regelmäßige Gäste der Einrichtung waren Schülerinnen und Schüler im Rahmen des Astronomieunterrichtes, denen die meist nur schwer fassbaren Bewegungsvorgänge im Sonnensystem oder die physikalischen Eigenschaften der Himmelskörper in verschiedenen, thematischen Vorträgen nähergebracht wurden. Ebenso nutzten die Schulen die angebotenen Beobachtungsabende. Hier konnten die Schülerinnen und Schüler nach Einweisung weitgehend selbständig praktisch tätig werden und ihre Beobachtungsergebnisse in den durch die Station erstellten Protokollheften niederschreiben und auswerten. Es gab zudem außerschulische Angebote, z. B. in Form von Arbeitsgemeinschaften und „Astronomielagern“ oder schulübergreifende „Astronomieolympiaden“.
Besucher der in dieser Region einzigartigen Einrichtung waren aber auch Kindergärten, Sonderschulen, Schülerinnen und Schüler im Rahmen von Klassenfahrten, Studenten, ausländische Gäste der Stadt Dessau und Abteilungen aus verschiedenen Betrieben. Die Station bot hierfür fachspezifische und populärwissenschaftliche Vorträge an.

## Die Astronomische Station heute

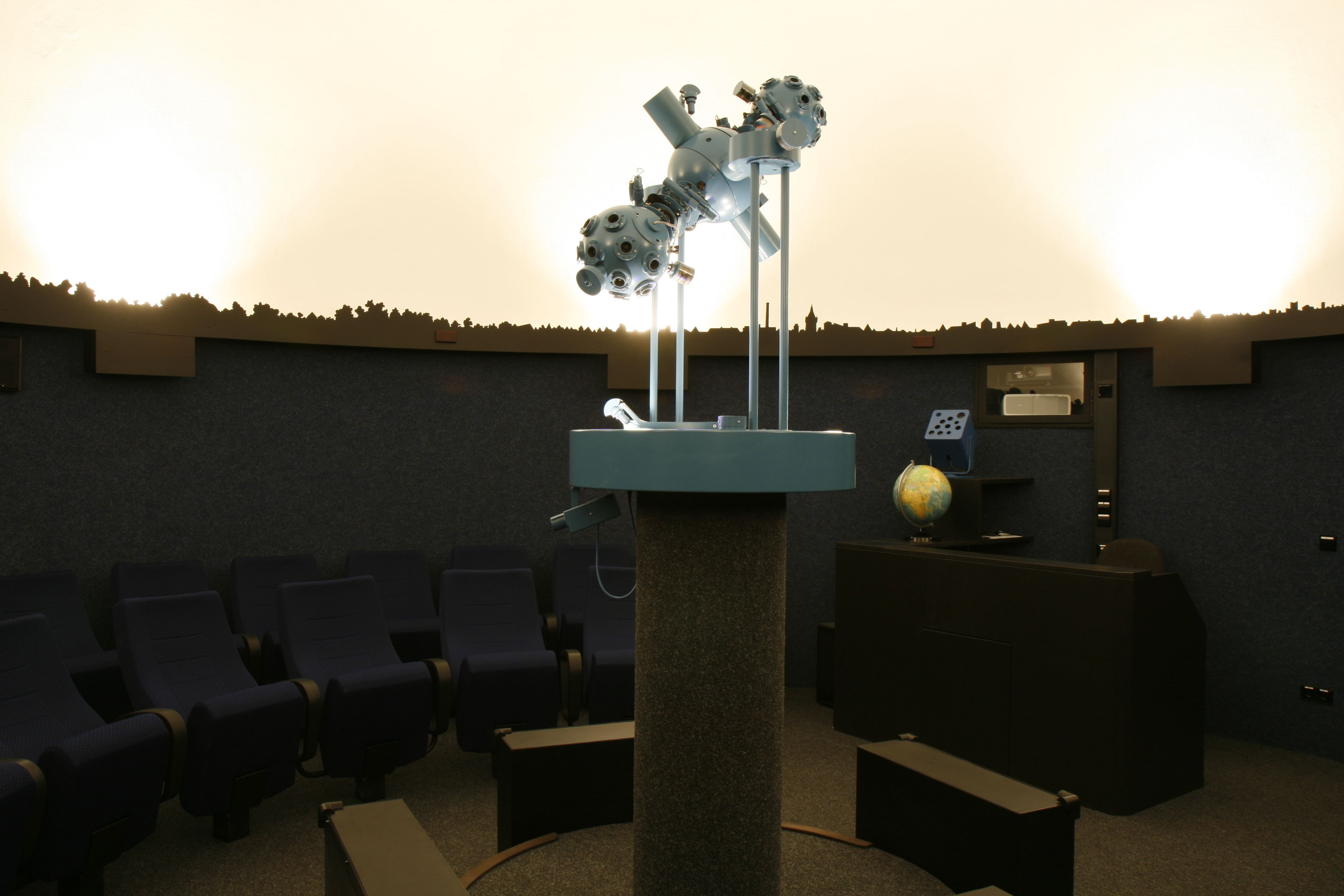
Zeiss-Projektor ZKP 2P

Die 2008/09 mit städtischen Mitteln generalsanierte astronomische Station besteht aus einer Vortragskuppel mit einem Durchmesser von 8 m, in der unter Nutzung eines Zeiss-Kleinplanetarium-Projektors des Typs ZKP 2P und weiterer Medien die Vorgänge am Sternhimmel veranschaulicht werden können.
Zur Station gehört zudem ein Kursraum für den Astronomieunterricht der 9. bis 12. Klassen sowie für Arbeitsgemeinschaften oder thematische Veranstaltungen.

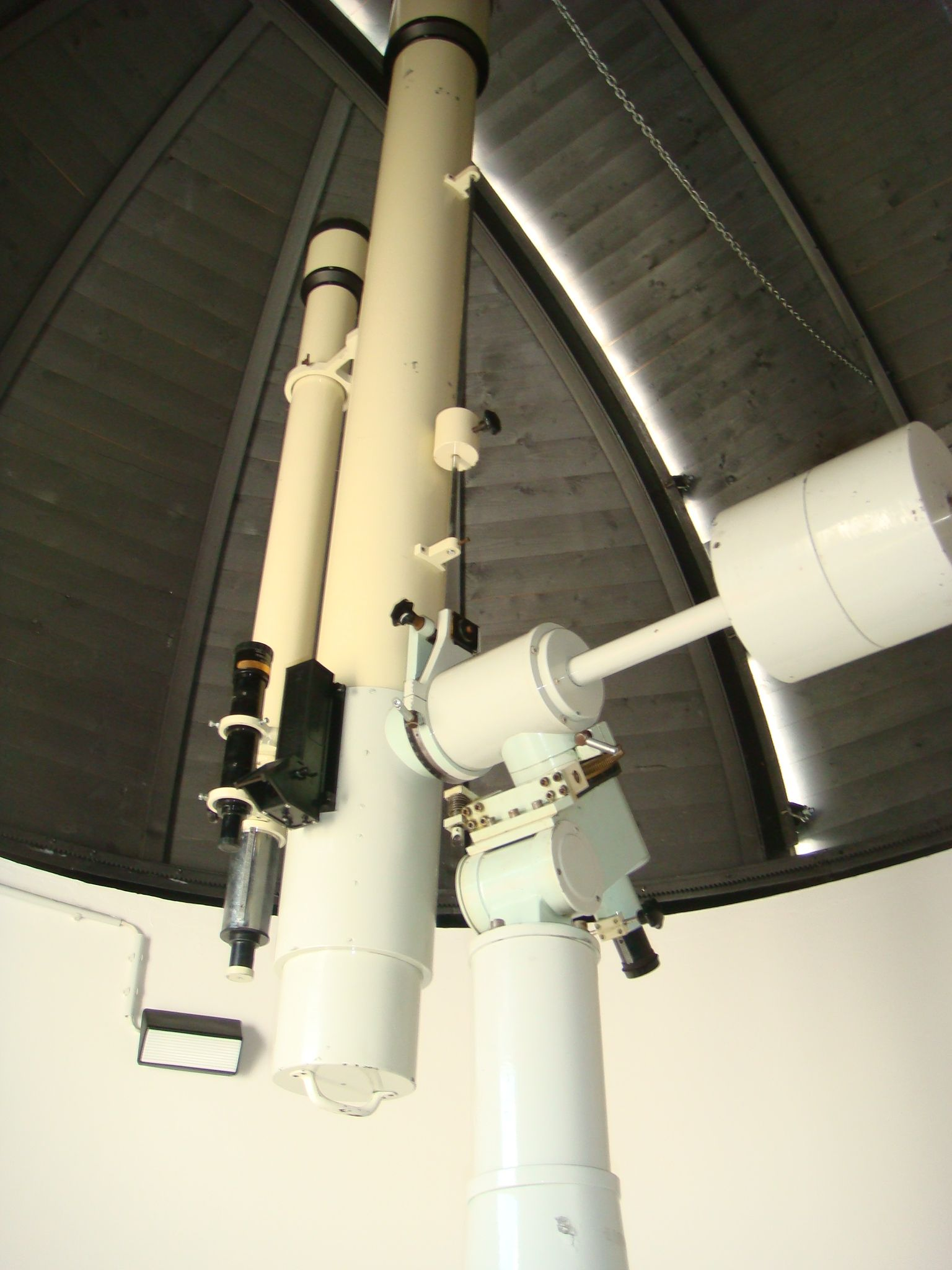
Coudé-Refraktor 150/2300

Der Beobachtungsturm der Station trägt eine Kuppel von 4,20 m Durchmesser, in der ein großer Coudé-Refraktor 150/2300 auf einer deutschen Wachter-Montierung zum Einsatz kommt. Das Teleskop eignet sich sehr gut für astronomische Beobachtungen im Planetensystem, liefert aber auch gute Ergebnisse für Deep-Sky-Objekte (Galaxien, Nebel etc.).
Neben dem Fachunterricht des Gymnasiums gibt es astronomiebezogene Angebote für regionale Schulen im Rahmen des Unterrichts und für weitere Bildungseinrichtungen. Die populärwissenschaftlichen und fachspezifischen Vortrags- und Beobachtungsangebote finden aber auch eine interessierte Öffentlichkeit, die durch den Schwabe-Verein Dessau e. V. bedient wird.

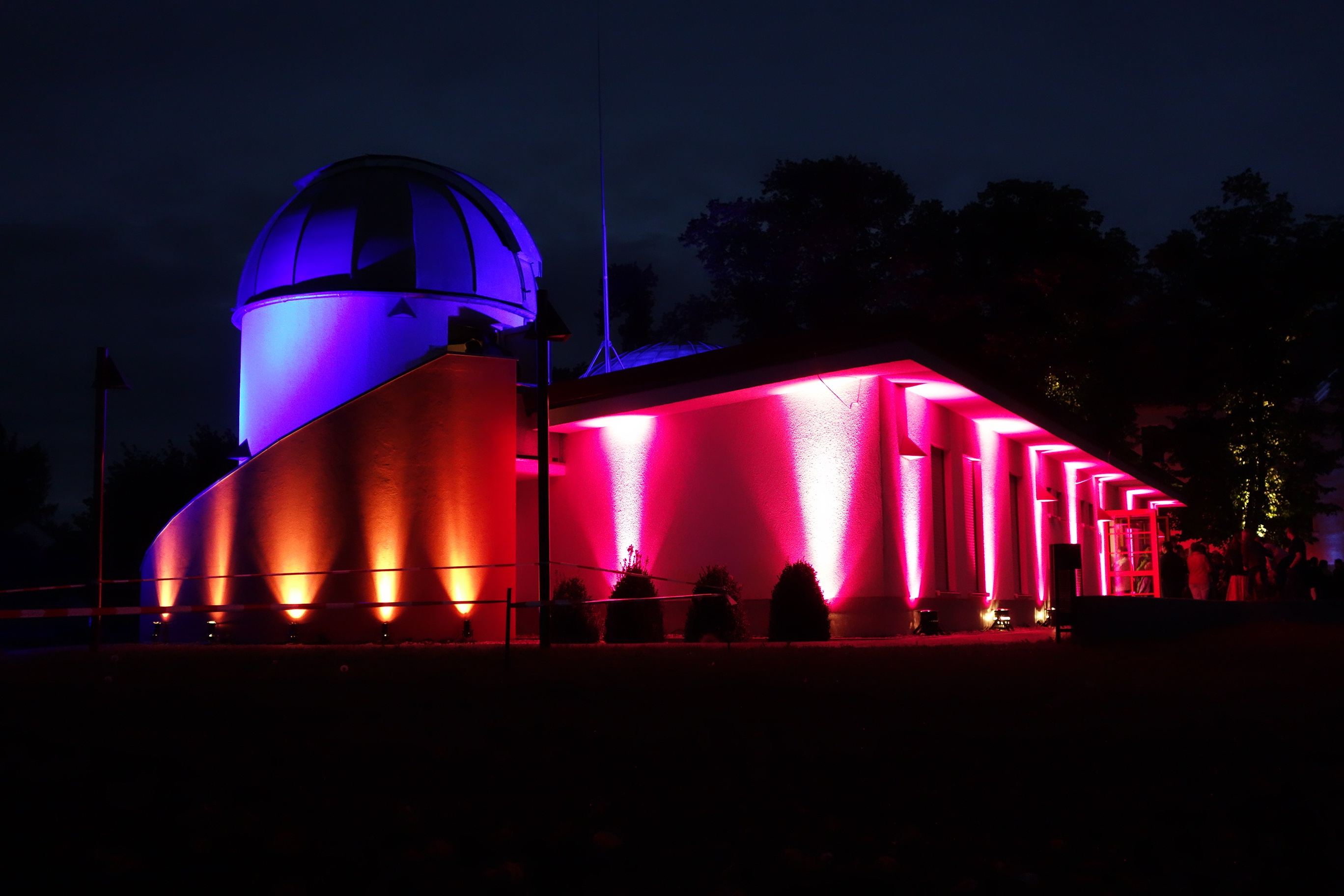
Station zur „Langen Nacht der Sterne“

Seit 2004 findet jährlich die „Lange Nacht der Sterne“ statt. Die Veranstaltung aus astronomischer Wissensvermittlung und Unterhaltung findet in der Astronomischen Station, im Schulgebäude und auf dem Außengelände des Gymnasiums statt und hat jeweils bis zu 2000 Besucher.